# Maren Hartmann
Maren Hartmann (geboren am 23. November 1967 in Köln) ist eine deutsche Medien- und Kommunikationssoziologin. Sie ist seit 2014 Professorin für Kommunikations- und Mediensoziologie an der Universität der Künste Berlin.

## Leben
Maren Hartmann nahm 1988 ein Studium der Kommunikationswissenschaften, Theaterwissenschaft und Philosophie an der Freien Universität Berlin auf, welches sie im Jahr 1996 als Magistra Artium abschloss. Parallel erreichte sie 1994 an der University of Sussex in Brighton im Studiengang Media Studies den Abschluss Master of Arts. Parallel zu ihrer Tätigkeit am EMTEL, im Jahr 1997, begann sie in Sussex an ihrer Dissertation zum Thema Technologies and Utopias: The Cyberflâneur and the Experience of ‚Being Online‘ zu arbeiten, welche sie 2004 abschloss.

## Karriere
Von 1995 bis 1998 war Hartmann Research Officer beim EMTEL (European Media, Technology and Everyday Life Network) am Graduate Research Centre for Culture and Communication der University of Sussex in Brighton und von 1998 bis 2000 Teaching Assistant und Visiting Lecturer an der School for Communication, Design and Media der University of Westminster in London. In den Jahren 2000 bis 2001 unterrichtete sie an der School of Information Management in Brighton. 2001 wechselte sie als Research Fellow nach Belgien an die Vrije Universiteit Brussel am Institut SMIT – Studies on Media, Information and Telecommunication zum Forschungsprojekt EMTEL 2 und dem Unterprojekt Youth & New Media. Bis 2004 war sie dort darüber hinaus Associated Research Fellow.
Ab 2006 war Hartmann wissenschaftliche Mitarbeiterin an der Universität Erfurt am Seminar für Medien und Kommunikation. Anschließend wechselte sie als Postdoktorandin an das Institut für Medien, Kommunikation und Information der Universität Bremen. Am 1. April 2007 wurde Hartmann Juniorprofessorin für Kommunikationssoziologie an der Universität der Künste Berlin, im Jahr 2009 war sie als Gastprofessorin an die Universität Roskilde eingeladen. Im Dezember 2014 wurde sie als ordentliche Professorin an die UdK berufen. Seit Februar 2016 ist sie daneben Vorsitzende des Vilém-Flusser-Archivs der Universität der Künste Berlin. 2017 erhielt Maren Hartmann das Riksbanken-Humboldt-Stipendium für die Weiterentwicklung von Forschungskooperationen mit der Universität Lund in Schweden.
Sie ist verantwortliche Mitherausgeberin von Buchreihen und Fachzeitschriften, darunter seit 2005 als Mitglied des Editorial Advisory Board des in Sydney herausgegebenen Fibreculture Journal, seit 2008 als Associate Editor beim Magazin Communications: The European Journal for Communication Research, seit 2012 als Mitherausgeberin der Zeitschrift Mobile Media & Communication und seit 2015 der Springer-Reihe Medien – Kultur – Kommunikation.
Mitte Juni 2024 forderte Hartmann mit mehreren tausend weiteren Professoren und Dozenten den Rücktritt der Bildungs- und Forschungsministerin Bettina Stark-Watzinger aufgrund ihrer Erwägungen zur Sanktionierung von Hochschulangehörigen.

## Forschungsschwerpunkte
Zu Maren Hartmanns Forschungsschwerpunkten zählt der Themenbereich Cyberkultur sowie mobile Medienkultur und mobile Kommunikation im Alltag. Hier untersucht sie mögliche kulturelle Differenzen bei der Nutzung mobiler Telefone, sei es in Bezug auf Jugendkultur, auf die mobile Kommunikation Wohnungsloser oder mit ethnografischem Blick im internationalen Vergleich. Die Forschung befasst sich darüber hinaus mit der Nutzung sozialer Medien und allgemein dem Bereich der Online-Kommunikation. Dazu beschäftigt sie sich im eigenständigen Themenfeld mit dem Begriff der Domestizierung, insbesondere mit Blick auf die Inkorporierung von Medien in Alltags- und Wertewelten.

## Mitgliedschaften
- Gründungsmitglied der Sussex Technology Research Group
- seit 2004 Mitglied der Deutschen Gesellschaft für Publizistik und Kommunikationswissenschaft u. a. als Stellvertretende Vorsitzende (2008–2009 und 2011–2012) und Vorsitzende des Bereichs Soziologie der Medienkommunikation (2009–2011)[8]
- seit 2004 Association of Internet Researchers (AoIR)
- seit 2005 European Communication Research and Education Association (ECREA); bis 2008 Sektionsleiterin des Bereichs Digital Communication & Culture, bis 2012 Mitglied des Executive Committees[9]
- seit 2005 International Communication Association (ICA)
- seit 2006 Association of Cultural Studies
- 2012 und 2013 Europäische Wissenschaftsstiftung (ESF) Look Forward – Media Studies
- seit Juni 2016 Mitglied der Academia Europaea[10]
- Gesellschaft für Medienwissenschaft

## Veröffentlichungen (Auswahl)

### Monografien
- Technologies and Utopias: The Cyberflâneur and the Experience of ‚Being Online‘. Hochschulschrift. Reihe: Internet Research. Band 18. Nomos Verlag, Baden-Baden 2004, ISBN 978-3-8329-4574-9.
- Domestizierung. Reihe: Konzepte. Ansätze der Medien- und Kommunikationswissenschaft. Nomos Verlag, Baden-Baden 2013, ISBN 978-3-8329-4279-3.

### Herausgeberschaften
- mit Thomas Berker, Yves Punie, Katie J. Ward: Domestication of media and technology. Open University Press, Basingstoke 2005, ISBN 978-0-335-21769-4.
- mit Joachim R. Höflich: Mobile Communication in Everyday Life: Ethnographic Observations, Views and Reflections. Reihe: Kommunikationswissenschaft. Band 2. Frank & Timme, Berlin 2006, ISBN 978-3-86596-041-2.
- mit Patrick Rössler und Joachim R. Höflich: After the Mobile Phone? Social Changes and the Development of Mobile Communication. Reihe: Kommunikationswissenschaft. Band 4. Frank & Timme, Berlin 2008, ISBN 978-3-86596-167-9.
- mit Andreas Hepp: Die Mediatisierung der Alltagswelt. Reihe: Medien – Kultur – Kommunikation. VS Verlag für Sozialwissenschaften, Wiesbaden 2010, ISBN 978-3-531-17042-8.
- mit Jeffrey Wimmer: Digitale Medientechnologien: Vergangenheit – Gegenwart – Zukunft. Reihe: Medien – Kultur – Kommunikation. VS Verlag, Wiesbaden 2011, ISBN 978-3-531-17838-7.
- mit Jeffrey Wimmer: Medienkommunikation in Bewegung: Mobilisierung – Mobile Medien – Kommunikative Mobilität. Reihe: Medien – Kultur – Kommunikation. Springer VS, Wiesbaden 2013, ISBN 978-3-531-19374-8.
- mit Jeffrey Wimmer: Medien-Arbeit im Wandel. Theorie und Empirie zur Arbeit mit und in Medien. Reihe: Medien – Kultur – Kommunikation. Springer VS, Wiesbaden 2015, ISBN 978-3-658-10911-0.
- The Routledge Handbook of Media and Technology Domestication. Routledge, London 2023, ISBN 978-1032184142.

### Beiträge zu Anthologien
- mit Sussex Technology Group: In the company of strangers: mobile phones and the conception of space. In: Sally R. Munt (Hrsg.): Technospaces – Inside the New Media. Reihe: Critical Research in Material Culture. Continuum Publishers, London & New York 2001, ISBN 978-0-8264-5003-6, S. 205–223.
- Young People = ‚Young‘ Uses? Questioning the ‚Key Generation‘. In: Nico Carpentier, Caroline Pauwels, Olga Van Oost: Het on(be)grijpbare publiek. Een communicatiewetenschappelijke verkenning van het publiek. VUB Press, Brüssel 2004, ISBN 978-90-5487-364-8, S. 353–373.
- Undercurrents: Postkolonialer Cyberfeminismus, eine Mailingliste und die Netzwerkgesellschaft. In: Andreas Hepp, Friedrich Krotz, Shaun Moores, Carsten Winter (Hrsg.): Konnektivität, Netzwerk und Fluss: Konzepte gegenwärtiger Medien-, Kommunikations- und Kulturtheorie. Reihe: Medien – Kultur – Kommunikation. VS Verlag für Sozialwissenschaften, Wiesbaden 2006, ISBN 978-3-531-14598-3, S. 141–161.
- mit Friedrich Krotz: Online-Kommunikation als Kultur. In: Wolfgang Schweiger, Klaus Beck (Hrsg.): Handbuch Onlinekommunikation. VS Verlag, Wiesbaden 2011, 2. vollst. überarb. Aufl. 2019, ISBN 978-3-658-18015-7 S. 234–256.
- Mobile Privacy: Contexts. In: Sabine Trepte, Leonard Reineke (Hrsg.): Privacy Online. Perspectives on Privacy and Self-Disclosure in the Social Web. Springer, Berlin 2011, ISBN 978-3-642-44338-1, S. 191–203.
- Diffusion und Domestizierung. In: Carsten Wünsch, Holger Schramm, Volker Gehrau, Helena Bilandzic (Hrsg.): Handbuch Medienrezeption. Nomos Verlag, Baden-Baden 2013, ISBN 978-3-8329-6610-2, S. 83–98.
- Home is where the heart is? Ontological security and the mediatization of homelessness. In: Knut Lundby (Hrsg.): Mediatization of Communication. Reihe: Handbooks of Communication Science. Band 21. De Gruyter Mouton, Berlin 2014, ISBN 978-3-11-027193-5, S. 641–660.
- Technologie. In: Andreas Hepp, Friedrich Krotz, Swantje Lingenberg, Jeffrey Wimmer (Hrsg.): Handbuch Cultural Studies und Medienanalyse. Reihe: Medien – Kultur – Kommunikation. Springer VS, Wiesbaden 2015, ISBN 978-3-531-18347-3, S. 351–360.
- Soziale Medien, Raum und Zeit. In: Monika Taddicken, Jan-Hinrik Schmidt (Hrsg.): Handbuch Soziale Medien. Springer VS, Wiesbaden 2016, ISBN 978-3-658-03764-2, S. 367–388.

### Zeitschriftenbeiträge
- The netizen: an impossible concept? In: Inter/Sections: The Journal of Global Communications and Culture. Band 1, Nr. 1, 2001, S. 9–24.
- Der Kulturkritiker als Flaneur: Walter Benjamin, die Passage und die neuen (Medien-) Technologien. In: M & K. Medien & Kommunikationswissenschaft. Jahrgang 54, Heft 2, 2006, doi:10.5771/1615-634x-2006-2-288, S. 288–307.
- A European ‚avant la lettre‘. Article in tribute to Roger Silverstone. In: New Media & Society. Band 9, Nr. 1, 1. Februar 2007, doi:10.1177/1461444807075199, S. 9–15.
- The Changing Urban Landscapes of Media Consumption and Production. In: European Journal of Communication. Band 24, Nr. 4, 6. November 2009, doi:10.1177/0267323109345521, S. 421–436.
- From domestication to mediated mobilism. In: Mobile Media and Communication. Band 1, Nr. 1, Januar 2013, doi:10.1177/2050157912464487, S. 42–49.
- Als-Ob: Entscheidende Momente, (Cyber-)Flanerie und ‚not getting things done‘. In: Ästhetik & Kommunikation. 4. Jahrgang, Winter 2013/2014, Nr. 162/163: Als Ob. Produktive Fiktionen. S. 100–103.